# William Eli Baker
William Eli Baker (* 25. Februar 1873 in Beverly, Randolph County, West Virginia; † 4. Juni 1954 ebenda) war ein US-amerikanischer Jurist. Nach seiner Berufung durch Präsident Warren G. Harding fungierte er ab 1921 als Bundesrichter am Bundesbezirksgericht für den nördlichen Distrikt von West Virginia.

## Werdegang
Nach seinem Schulabschluss besuchte William Baker das West Virginia Conference Seminary in Buckhannon, an dem er 1893 den Bachelor of Science erwarb. Es folgten 1896 der Bachelor of Arts und der Bachelor of Laws an der West Virginia University in Morgantown, woraufhin er bis 1921 als Rechtsanwalt in Elkins praktizierte. Außerdem war er als juristischer Sonderberater für den ehemaligen US-Senator Henry G. Davis und dessen Nachfolger Stephen Benton Elkins tätig. Zwischen 1900 und 1912 amtierte er überdies als Staatsanwalt im Randolph County.
Baker gehörte der Republikanischen Partei an, bekleidete aber nie ein politisches Wahlamt. Von 1912 bis 1920 saß er im Republican State Committee, dem Staatsvorstand seiner Partei. Ab 1918 führte er den Vorsitz der Republikaner in West Virginia.
Am 4. April 1921 wurde Baker durch Präsident Harding als Nachfolger des verstorbenen Alston G. Dayton zum Richter am United States District Court for the Northern District of West Virginia ernannt. Da sich der Kongress in der Sitzungspause befand, wurde dafür ein Recess Appointment genutzt. Die formale Nominierung erfolgte zehn Tage später, woraufhin der Senat der Vereinigten Staaten Bakers Ernennung am 3. Mai desselben Jahres bestätigte und dieser sein Amt unmittelbar darauf offiziell antreten konnte. Von 1948 bis 1954 war er als Chief Judge Vorsitzender dieses Bundesgerichts. Am 3. April 1954 wechselte er in den Senior Status und ging damit faktisch in den Ruhestand. Sein Sitz fiel an Herbert Stephenson Boreman; den Vorsitz des Gerichts übernahm Harry Evans Watkins. William Baker verstarb am 4. Juni 1954 in Beverly und wurde auf dem Greenway Cemetery  in Berkeley Springs beigesetzt.